# 森本夏子
森本 夏子（もりもと なつこ、1978年9月12日 - ）は、千葉県出身のミュージシャン。bonobosのベーシスト。

## 来歴
- 千葉県生まれ。神奈川県川崎市で育つ。
- 1998年、蔡忠浩らとバンドを結成するが、すぐに解散。
- 2000年、趙亨来、辻凡人らとラリーパパ＆カーネギーママ結成
- 2001年、ラリーパパ＆カーネギーママを脱退、蔡忠浩らとbonobos結成。
- 2003年、Dreamusicよりメジャーデビュー。
- 2008年、Dreamusicを離れ、自主レーベル「ORANGE LINE TRAXXX」を設立。

## 人物
- 愛称はなっちゃん。
- bonobosのドラマーである辻凡人は高校の同級生。